# Embarras
Embarras – rzeka w południowej części kanadyjskiej prowincji Alberta. Wypływa z Gór Skalistych i wpływa do rzeki McLeod.